# Classe Mearim
A classe Mearim consiste em três navios de apoio ocênicos (NApOc), pertecentes à Marinha do Brasil. Sua aquisição se deu em meio a um plano da Marinha de encomendar três rebocadores. Entretanto, após extensa pesquisa de mercado, foram avaliadas 147 embarcações do tipo, mas que não atendiam aos requisitos do Setor Operativo. Portanto, para que o processo pudesse ser continuado, os requisitos foram alterados, com os navios escolhidos tornando-se a classe Mearim. Os navios (Mearim, Iguatemi e Purus) foram comissionados simultaneamente em 9 de julho de 2018 sendo atribuídos aos comandos do 5°, 4° e 1° distritos navais respectivamente.